# Lista de animais que representam países
Esta é uma lista de países e territórios que designaram um ou mais animais como seus animais nacionais.

## A
| País              | Nome do animal                                 | Nome científico           | Foto | Ref.   |
| ----------------- | ---------------------------------------------- | ------------------------- | ---- | ------ |
| Afeganistão       | Leopardo-das-neves (animal nacional)           | Panthera uncia            |      | [ 1 ]  |
| Afeganistão       | Águia-real (ave nacional)                      | Aquila chrysaetos         |      | [ 2 ]  |
| África do Sul     | Cabra-de-leque (animal nacional)               | Antidorcas marsupialis    |      | [ 3 ]  |
| África do Sul     | Grou-azul (ave nacional)                       | Grus paradisea            |      | [ 4 ]  |
| África do Sul     | Galjoen-do-cabo (peixe nacional)               | Dichistius capensis       |      | [ 5 ]  |
| Albânia           | Águia-real                                     | Aquila chrysaetos         |      | [ 6 ]  |
| Alemanha          | Águia-real                                     | Aquila chrysaetos         |      | [ 7 ]  |
| Andorra           | Camurça-dos-pirenéus                           | Rupicapra pyrenaica       |      | :305   |
| Angola            | Turaco-de-crista-vermelha                      | Tauraco erythrolophus     |      | [ 9 ]  |
| Angola            | Palanca-negra-gigante                          | Hippotragus niger variani |      | :777   |
| Anguila           | Rola-das-antilhas                              | Zenaida aurita            |      | [ 10 ] |
| Antígua e Barbuda | Gamo (animal nacional)                         | Dama dama                 |      | [ 11 ] |
| Antígua e Barbuda | Fragata (ave nacional)                         | Fregata magnificens       |      | [ 11 ] |
| Antígua e Barbuda | Tartaruga-de-pente (criatura marinha nacional) | Eretmochelys imbricata    |      | [ 11 ] |
| Arábia Saudita    | Dromedário (animal nacional)                   | Camelus dromedarius       |      | [ 12 ] |
| Arábia Saudita    | Falcão (ave nacional)                          | Falco                     |      | [ 13 ] |
| Argélia           | Feneco                                         | Vulpes zerda              |      | [ 14 ] |
| Argentina         | João-de-barro                                  | Furnarius rufus           |      | [ 15 ] |
| Armênia           | Águia-real                                     | Aquila chrysaetos         |      | [ 16 ] |
| Austrália         | Canguru-vermelho (animal nacional)             | Macropus rufus            |      | [ 17 ] |
| Austrália         | Emu (ave nacional)                             | Dromaius novaehollandiae  |      | [ 18 ] |
| Áustria           | Águia-negra (animal nacional)                  | Ictinaetus malaiensis     |      | [ 19 ] |
| Áustria           | Andorinha-das-chaminés (ave nacional)          | Hirundo rustica           |      | [ 19 ] |
| Azerbaijão        | Cavalo Karabakh                                | Equus caballus            |      | [ 20 ] |

## B
| País           | Nome do animal                         | Nome científico         | Foto | Ref.          |
| -------------- | -------------------------------------- | ----------------------- | ---- | ------------- |
| Bahamas        | Flamingo-americano (ave nacional)      | Phoenicopterus ruber    |      | [ 21 ]        |
| Bahamas        | Marlim-azul (peixe nacional)           | Makaira nigricans       |      | [ 22 ]        |
| Barém          | Órix-da-arábia (animal nacional)       | Oryx leucoryx           |      | [ 12 ]        |
| Barém          | Tuta-de-faces-brancas (ave nacional)   | Pycnonotus leucotis     |      | [ 23 ]        |
| Bangladesh     | Tigre-de-bengala (animal nacional)     | Panthera tigris tigris  |      | [ 24 ]        |
| Bangladesh     | Xama-oriental (ave nacional)           | Copsychus saularis      |      | [ 24 ]        |
| Bangladesh     | Pala (peixe nacional)                  | Tenualosa ilisha        |      | [ 24 ]        |
| Barbados       | Pelicano-pardo (ave nacional)          | Pelecanus occidentalis  |      | [ 25 ]        |
| Barbados       | Peixe-voador (peixe nacional)          | Exocoetidae             |      | [ 26 ]        |
| Bélgica        | Leão (animal nacional)                 | Panthera leo            |      | [ 27 ]        |
| Bélgica        | Peneireiro-eurasiático (ave nacional)  | Falco tinnunculus       |      | [ 16 ]        |
| Belize         | Anta-de-baird (animal nacional)        | Tapirus bairdii         |      | [ 28 ]        |
| Belize         | Tucano-de-peito-amarelo (ave nacional) | Ramphastos sulfuratus   |      | [ 28 ]        |
| Benim          | Leopardo                               | Panthera pardus         |      | :780          |
| Bielorrússia   | Bisonte-europeu                        | Bison bonasus           |      | [ 29 ]        |
| Bolívia        | Lhama (animal nacional)                | Lama glama              |      | [ 30 ]        |
| Bolívia        | Condor-dos-andes (ave nacional)        | Vultur gryphus          |      | [ 31 ]        |
| Botswana       | Zebra-da-planície (animal nacional)    | Equus quagga            |      | [ 32 ]        |
| Botswana       | Abetarda-gigante (ave nacional)        | Ardeotis kori           |      | [ 32 ]        |
| Brasil         | Sabiá-laranjeira (ave nacional)        | Turdus rufiventris      |      | [ 33 ] [ 34 ] |
| Brunei         | Águia-de-barriga-branca                | Icthyophaga leucogaster |      | [ 35 ]        |
| Bulgária       | Leão                                   | Panthera leo            |      | [ 36 ]        |
| Burquina Fasso | Garanhão                               | Equus caballus          |      | [ 37 ]        |
| Burundi        | Alvéola-aranha-africana                | Motacilla aguimp        |      | :789          |
| Butão          | Takin-dourado (animal nacional)        | Budorcas taxicolor      |      | [ 38 ]        |
| Butão          | Corvo-comum (ave nacional)             | Corvus corax            |      | [ 39 ]        |

## C
| País            | Nome do animal                               | Nome científico        | Foto | Ref.          |
| --------------- | -------------------------------------------- | ---------------------- | ---- | ------------- |
| Camarões        | Leão                                         | Panthera leo           |      | [ 40 ]        |
| Camboja         | Kouprey (mamífero nacional)                  | Bos sauveli            |      | [ 41 ]        |
| Camboja         | Íbis-gigante (ave nacional)                  | Pseudibis gigantea     |      | [ 41 ]        |
| Camboja         | Tartaruga-real (réptil nacional)             | Batagur baska          |      | [ 41 ]        |
| Camboja         | Barbo-gigante (peixe nacional)               | Catlocarpio siamensis  |      | [ 41 ]        |
| Canadá          | Castor-americano (animal nacional)           | Castor canadensis      |      | [ 42 ]        |
| Canadá          | Cavalo-canadense (cavalo nacional)           | Equus caballus         |      | [ 42 ]        |
| Catar           | Órix-da-arábia (animal nacional)             | Oryx leucoryx          |      | [ 43 ]        |
| Catar           | Falcão (ave nacional)                        | Falco                  |      | [ 44 ]        |
| Cazaquistão     | Águia-das-estepes                            | Aquila nipalensis      |      | [ 45 ] [ 46 ] |
| Chade           | Leão                                         | Panthera leo           |      | :807          |
| Chile           | Huemul                                       | Hippocamelus bisulcus  |      | [ 47 ]        |
| Chile           | Condor-dos-andes (ave nacional)              | Vultur gryphus         |      | [ 48 ]        |
| China           | Panda-gigante (animal nacional)              | Ailuropoda melanoleuca |      | [ 49 ]        |
| China           | Grou-da-manchúria (ave nacional)             | Grus japonensis        |      | [ 50 ]        |
| Chipre          | Muflão-do-chipre                             | Ovis gmelini ophion    |      | [ 51 ]        |
| Colômbia        | Condor-dos-andes (ave nacional)              | Vultur gryphus         |      | [ 52 ]        |
| Coreia do Norte | Tigre-siberiano                              | Panthera tigris tigris |      | :82           |
| Coreia do Sul   | Tigre-siberiano                              | Panthera tigris tigris |      | [ 53 ]        |
| Costa Rica      | Preguiça-de-três-dedos                       | Bradypus variegatus    |      | [ 54 ]        |
| Costa Rica      | Preguiça-de-dois-dedos                       | Choloepus hoffmanni    |      | [ 54 ]        |
| Costa Rica      | Cariacu (símbolo da fauna silvestre)         | Odocoileus virginianus |      | [ 55 ]        |
| Costa Rica      | Tordo-pardo (ave nacional)                   | Turdus grayi           |      | [ 56 ]        |
| Costa Rica      | Peixe-boi-marinho (símbolo da fauna marinha) | Trichechus manatus     |      | [ 57 ]        |
| Croácia         | Marta                                        | Martes martes          |      | [ 58 ]        |
| Cuba            | Tocororo                                     | Priotelus temnurus     |      | [ 59 ]        |
| Curaçau         | Turpial                                      | Icterus icterus        |      | :691          |

## D
| País      | Nome do animal                                   | Nome científico    | Foto | Ref.   |
| --------- | ------------------------------------------------ | ------------------ | ---- | ------ |
| Dinamarca | Esquilo-vermelho (mamífero nacional)             | Sciurus vulgaris   |      | [ 60 ] |
| Dinamarca | Cisne-branco (ave nacional)                      | Cygnus olor        |      | [ 60 ] |
| Dinamarca | Borboleta-tartaruga-pequena (borboleta nacional) | Aglais urticae     |      | [ 60 ] |
| Dominica  | Papagaio-imperial                                | Amazona imperialis |      | [ 61 ] |

## E
| País                   | Nome do animal                          | Nome científico          | Foto | Ref.                |
| ---------------------- | --------------------------------------- | ------------------------ | ---- | ------------------- |
| Egito                  | Águia-real                              | Aquila chrysaetos        |      | [ 62 ]              |
| El Salvador            | Udu-turquesa                            | Eumomota superciliosa    |      | [ 63 ]              |
| Emirados Árabes Unidos | Órix-da-arábia (animal nacional)        | Oryx leucoryx            |      | [ 43 ]              |
| Emirados Árabes Unidos | Falcão (ave nacional)                   | Falco                    |      | [ 64 ]              |
| Equador                | Condor-dos-andes                        | Vultur gryphus           |      | [ 65 ]              |
| Eritreia               | Dromedário                              | Camelus dromedarius      |      | [ 66 ]              |
| Eslováquia             | Camurça                                 | Rupicapra rupicapra      |      | [ 67 ]              |
| Eslovênia              | Urso-pardo                              | Ursus arctos             |      | :532                |
| Eslovênia              | Camurça                                 | Rupicapra rupicapra      |      | :532                |
| Eslovênia              | Proteus (anfíbio nacional)              | Proteus anguinus         |      | :532                |
| Espanha                | Touro                                   | Bos taurus               |      | [ 68 ]              |
| Essuatíni              | Gazela-de-thomson (animal nacional)     | Eudorcas thomsonii       |      | [ 69 ]              |
| Essuatíni              | Turaco-de-crista-violeta (ave nacional) | Gallirex porphyreolophus |      | [carece de fontes?] |
| Estados Unidos         | Águia-de-cabeça-branca                  | Haliaeetus leucocephalus |      | [ 70 ]              |
| Estónia                | Lobo-cinzento                           | Canis lupus              |      | [ 71 ]              |
| Etiópia                | Leão                                    | Panthera leo             |      | [ 72 ]              |

## F
| País      | Nome do animal                             | Nome científico           | Foto | Ref.   |
| --------- | ------------------------------------------ | ------------------------- | ---- | ------ |
| Fiji      | Iguana-listrada-de-fiji                    | Brachylophus fasciatus    |      | [ 73 ] |
| Filipinas | Búfalo-do-pântano                          | Bubalus bubalis kerebau   |      | [ 74 ] |
| Filipinas | Águia-filipina                             | Pithecophaga jefferyi     |      | [ 75 ] |
| Finlândia | Urso-pardo (animal nacional)               | Ursus arctos              |      | [ 76 ] |
| Finlândia | Cisne-bravo (ave nacional)                 | Cygnus cygnus             |      | [ 76 ] |
| Finlândia | Perca-europeia (peixe nacional)            | Perca fluviatilis         |      | [ 76 ] |
| Finlândia | Joaninha-dos-sete-pontos (inseto nacional) | Coccinella septempunctata |      | [ 76 ] |
| França    | Galo                                       | Gallus gallus domesticus  |      | [ 77 ] |

## G
| País        | Nome do animal                                     | Nome científico        | Foto | Ref.   |
| ----------- | -------------------------------------------------- | ---------------------- | ---- | ------ |
| Gabão       | Pantera-negra                                      | Panthera pardus        |      | [ 78 ] |
| Gâmbia      | Hiena-malhada                                      | Crocuta crocuta        |      | [ 79 ] |
| Gana        | Porco-espinho-de-crista-africano (animal nacional) | Hystrix cristata       |      | [ 80 ] |
| Gana        | Águia-rapace (ave nacional)                        | Aquila rapax           |      | [ 81 ] |
| Geórgia     | Leão (animal nacional)                             | Panthera leo           |      | :404   |
| Geórgia     | Faisão-de-colar (ave nacional)                     | Phasianus colchicus    |      | :404   |
| Granada     | Juriti-de-granada                                  | Leptotila wellsi       |      | [ 82 ] |
| Grécia      | Golfinho-comum                                     | Delphinus delphis      |      | [ 83 ] |
| Groenlândia | Urso-polar                                         | Ursus maritimus        |      | [ 83 ] |
| Guatemala   | Quetzal-resplandecente                             | Pharomachrus mocinno   |      | [ 84 ] |
| Guernsey    | Asno                                               | Equus africanus asinus |      | [ 85 ] |
| Guiana      | Onça-pintada (animal nacional)                     | Panthera onca          |      | [ 86 ] |
| Guiana      | Jacu-cigano (ave nacional)                         | Opisthocomus hoazin    |      | [ 86 ] |
| Guiné       | Elefante-da-floresta                               | Loxodonta cyclotis     |      | [ 87 ] |

## H
| País     | Nome do animal            | Nome científico        | Foto | Ref.   |
| -------- | ------------------------- | ---------------------- | ---- | ------ |
| Haiti    | Surucuá-haitiano          | Priotelus roseigaster  |      | [ 88 ] |
| Honduras | Cariacu (animal nacional) | Odocoileus virginianus |      | [ 89 ] |
| Honduras | Araracanga (ave nacional) | Ara macao              |      | [ 90 ] |

## I
| País                     | Nome do animal                                | Nome científico           | Foto | Ref.    |
| ------------------------ | --------------------------------------------- | ------------------------- | ---- | ------- |
| Iêmen                    | Leopardo-árabe (animal nacional)              | Panthera pardus nimr      |      | [ 91 ]  |
| Iêmen                    | Bico-grosso-árabe (ave nacional)              | Rhynchostruthus percivali |      | [ 92 ]  |
| Ilhas Åland              | Corça (animal nacional)                       | Capreolus capreolus       |      | :299    |
| Ilhas Åland              | Andorinha-do-ártico (ave nacional)            | Sterna paradisaea         |      | :299    |
| Ilhas Caimã              | Papagaio-cubano                               | Amazona leucocephala      |      | [ 93 ]  |
| Ilhas Cook               | Viuvinha-branca (ave nacional)                | Gygis alba                |      | :37     |
| Ilhas Cook               | Peixe-voador-de-asa-clara (peixe nacional)    | Cheilopogon unicolor      |      | :38     |
| Ilhas Feroé              | Ostraceiro-europeu                            | Haematopus ostralegus     |      | [ 94 ]  |
| Ilhas Malvinas           | Ovelha                                        | Ovis aries                |      | :248    |
| Ilhas Maurícias          | Falcão-de-maurício (ave nacional)             | Falco punctatus           |      | [ 95 ]  |
| Ilhas Maurícias          | Sambar (animal nacional)                      | Rusa unicolor             |      | :868    |
| Ilhas Maurícias          | Dodô (ave extinta nacional)                   | Raphus cucullatus         |      | :868    |
| Ilhas Salomão            | Tartaruga-de-pente                            | Eretmochelys imbricata    |      | [ 96 ]  |
| Ilhas Salomão            | Crocodilo-de-água-salgada (animal nacional)   | Crocodylus porosus        |      | :163    |
| Ilhas Salomão            | Fragata (ave nacional)                        | Fregata magnificens       |      | :163    |
| Ilhas Salomão            | Galha-branca-de-recife (peixe nacional)       | Triaenodon obesus         |      | :163    |
| Ilhas Virgens Americanas | Cambacica                                     | Coereba flaveola          |      | [ 97 ]  |
| Ilhas Virgens Britânicas | Rola-carpideira                               | Zenaida macroura          |      | [ 98 ]  |
| Índia                    | Tigre-de-bengala (animal nacional)            | Panthera tigris tigris    |      | [ 99 ]  |
| Índia                    | Pavão-azul (ave nacional)                     | Pavo cristatus            |      | [ 99 ]  |
| Índia                    | Golfinho-do-ganges (animal aquático nacional) | Platanista gangetica      |      | [ 100 ] |
| Índia                    | Cobra-real (réptil nacional)                  | Ophiophagus hannah        |      | [ 100 ] |
| Índia                    | Elefante-indiano (animal nacional de herança) | Elephas maximus indicus   |      | [ 100 ] |
| Indonésia                | Dragão-de-komodo (animal nacional)            | Varanus komodoensis       |      | [ 101 ] |
| Indonésia                | Gavião-de-java (ave nacional)                 | Nisaetus bartelsi         |      | [ 102 ] |
| Indonésia                | Aruanã-dourado (peixe nacional)               | Scleropages formosus      |      | [ 102 ] |
| Inglaterra               | Leão                                          | Panthera leo              |      | [ 103 ] |
| Irã                      | Leão-asiático                                 | Panthera leo leo          |      | [ 104 ] |
| Iraque                   | Cabra (animal nacional)                       | Capra hircus              |      | :593    |
| Iraque                   | Falcão (ave nacional)                         | Falco                     |      | :593    |
| Irlanda do Norte         | Lúcio                                         | Esox lucius               |      | [ 8 ]   |
| Islândia                 | Falcão-gerifalte                              | Falco rusticolus          |      | [ 105 ] |
| Israel                   | Poupa-eurasiática                             | Upupa epops               |      | [ 104 ] |

## J
| País     | Nome do animal                   | Nome científico      | Foto | Ref.    |
| -------- | -------------------------------- | -------------------- | ---- | ------- |
| Jamaica  | Beija-flor-de-cabeça-preta       | Trochilus polytmus   |      | [ 106 ] |
| Japão    | Faisão-versicolor (ave nacional) | Phasianus versicolor |      | [ 107 ] |
| Japão    | Carpa-de-amur (peixe nacional)   | Cyprinus rubrofuscus |      | [ 107 ] |
| Jordânia | Órix-da-arábia                   | Oryx leucoryx        |      | [ 108 ] |

## K
| País     | Nome do animal | Nome científico     | Foto | Ref.    |
| -------- | -------------- | ------------------- | ---- | ------- |
| Kiribati | Fragata        | Fregata magnificens |      | [ 109 ] |
| Kuwait   | Águia-real     | Aquila chrysaetos   |      | [ 88 ]  |

## L
| País       | Nome do animal                            | Nome científico      | Foto | Ref.    |
| ---------- | ----------------------------------------- | -------------------- | ---- | ------- |
| Laos       | Elefante-asiático                         | Elephas maximus      |      | [ 110 ] |
| Lapônia    | Rena                                      | Rangifer tarandus    |      | :512    |
| Lesoto     | Pônei-basuto                              | Equus ferus caballus |      | :854    |
| Letónia    | Alvéola-branca (ave nacional)             | Motacilla alba       |      | [ 111 ] |
| Letónia    | Joaninha-de-dois-pontos (inseto nacional) | Adalia bipunctata    |      | [ 111 ] |
| Líbano     | Hiena-riscada                             | Hyaena hyaena        |      | [ 112 ] |
| Líbia      | Leão                                      | Panthera leo         |      | [ 113 ] |
| Lituânia   | Cegonha-branca                            | Ciconia ciconia      |      | [ 114 ] |
| Luxemburgo | Leão                                      | Panthera leo         |      | [ 113 ] |

## M
| País                   | Nome do animal                                | Nome científico         | Foto | Ref.    |
| ---------------------- | --------------------------------------------- | ----------------------- | ---- | ------- |
| Madagáscar             | Lêmure-de-cauda-anelada                       | Lemur catta             |      | [ 73 ]  |
| Madagáscar             | Zebu                                          | Bos taurus indicus      |      | :860    |
| Madeira                | Foca-monge-do-mediterrâneo                    | Monachus monachus       |      | :463    |
| Malásia                | Tigre-malaio                                  | Panthera tigris tigris  |      | [ 115 ] |
| Malawi                 | Gazela-de-thomson                             | Eudorcas thomsonii      |      | [ 69 ]  |
| Maldivas               | Albacora (animal nacional)                    | Thunnus albacares       |      | [ 116 ] |
| Maldivas               | Galinha-d'água-de-peito-branco (ave nacional) | Amaurornis phoenicurus  |      | [ 117 ] |
| Mali                   | Abutre-real                                   | Torgos tracheliotus     |      | :865    |
| Malta                  | Pharaoh hound (animal nacional)               | Canis lupus familiaris  |      | [ 118 ] |
| Malta                  | Melro-azul (ave nacional)                     | Manticola solitarius    |      | [ 118 ] |
| Marianas Setentrionais | Pombo-da-fruta-das-marianas                   | Ptilinopus roseicapilla |      | [ 119 ] |
| Marrocos               | Leão-do-atlas                                 | Panthera leo leo        |      | [ 120 ] |
| Martinica              | Jararaca-da-martinica                         | Bothrops lanceolatus    |      | :716    |
| Mayotte                | Cavalo-marinho                                | Hippocampus             |      | :871    |
| México                 | Águia-real (animal nacional)                  | Aquila chrysaetos       |      | [ 121 ] |
| México                 | Onça-pintada (mamífero nacional)              | Panthera onca           |      | [ 122 ] |
| México                 | Gafanhoto-do-milho (artrópode nacional)       | Sphenarium purpurascens |      | [ 122 ] |
| México                 | Vaquita (mamífero aquático nacional)          | Phocoena sinus          |      | [ 122 ] |
| México                 | Pelado-mexicano (cão nacional)                | Canis lupus familiaris  |      | [ 122 ] |
| Moldávia               | Auroque                                       | Bos primigenius         |      | [ 123 ] |
| Mongólia               | Cavalo-de-przewalski (animal nacional)        | Equus ferus przewalskii |      | [ 124 ] |
| Mongólia               | Falcão-sacre (ave nacional)                   | Falco cherrug           |      | [ 125 ] |
| Montenegro             | Leão (animal nacional)                        | Panthera leo            |      | :475    |
| Montenegro             | Águia-real (ave nacional)                     | Aquila chrysaetos       |      | :475    |
| Montenegro             | Falcão (ave nacional)                         | Falco                   |      | :475    |
| Monserrate             | Corrupião-de-monserrate                       | Icterus oberi           |      | [ 126 ] |
| Myanmar                | Pavão-verde                                   | Pavo muticus            |      | [ 127 ] |

## N
| País           | Nome do animal                       | Nome científico          | Foto | Ref.    |
| -------------- | ------------------------------------ | ------------------------ | ---- | ------- |
| Namíbia        | Órix-do-cabo                         | Oryx gazella             |      | [ 128 ] |
| Nauru          | Rabiforcado-grande                   | Fregata minor            |      | [ 88 ]  |
| Nepal          | Serau-do-himalaia                    | Capricornis sumatraensis |      | [ 129 ] |
| Nepal          | Vaca                                 | Bos taurus indicus       |      | [ 130 ] |
| Nepal          | Faisão-do-nepal (ave nacional)       | Lophophorus impejanus    |      | :123    |
| Nicarágua      | Udu-turquesa                         | Eumomota superciliosa    |      | [ 131 ] |
| Níger          | Zebu                                 | Bos taurus indicus       |      | :882    |
| Nigéria        | Águia-real (animal nacional)         | Aquila chrysaetos        |      | [ 132 ] |
| Nigéria        | Grou-coroado-cinzento (ave nacional) | Balearica regulorum      |      | [ 133 ] |
| Niue           | Azul-de-niue                         | Nacaduba niueensis       |      | [ 134 ] |
| Noruega        | Alce (animal nacional)               | Alces alces              |      | [ 135 ] |
| Noruega        | Melro-d'água (ave nacional)          | Cinclus cinclus          |      | [ 136 ] |
| Nova Caledônia | Cagu                                 | Rhynochetos jubatus      |      | [ 137 ] |
| Nova Zelândia  | Quiuí                                | Apteryx australis        |      | [ 138 ] |

## O
| País | Nome do animal                   | Nome científico | Foto | Ref.   |
| ---- | -------------------------------- | --------------- | ---- | ------ |
| Omã  | Órix-da-arábia (animal nacional) | Oryx leucoryx   |      | [ 43 ] |

## P
| País             | Nome do animal                           | Nome científico         | Foto | Ref.    |
| ---------------- | ---------------------------------------- | ----------------------- | ---- | ------- |
| Países Baixos    | Leão (animal nacional)                   | Panthera leo            |      | [ 139 ] |
| Países Baixos    | Maçarico-de-bico-direito (ave nacional)  | Limosa limosa           |      | [ 140 ] |
| Palau            | Pombo-da-fruta-de-palau                  | Ptilinopus pelewensis   |      | :146    |
| Palestina        | Beija-flor-da-palestina                  | Cinnyris osea           |      | [ 141 ] |
| Panamá           | Harpia                                   | Harpia harpyja          |      | [ 142 ] |
| Papua-Nova Guiné | Dugongo                                  | Dugong dugon            |      | [ 143 ] |
| Paquistão        | Markhor (animal nacional)                | Capra falconeri         |      | [ 144 ] |
| Paquistão        | Perdiz-chucar (ave nacional)             | Alectoris graeca        |      | [ 144 ] |
| Paquistão        | Falcão-peregrino (ave do Estado)         | Falco peregrinus        |      | [ 144 ] |
| Paquistão        | Crocodilo-persa (réptil nacional)        | Crocodylus palustris    |      | [ 144 ] |
| Paquistão        | Golfinho-do-rio-indo (mamífero nacional) | Platanista minor        |      | [ 144 ] |
| Paquistão        | Leopardo-das-neves (predador nacional)   | Panthera uncia          |      | [ 144 ] |
| Paraguai         | Graxaim-do-campo (animal nacional)       | Lycalopex gymnocercus   |      | [ 145 ] |
| Paraguai         | Araponga-comum (ave nacional)            | Procnias nudicollis     |      | [ 146 ] |
| Peru             | Vicunha (animal nacional)                | Vicugna vicugna         |      | [ 122 ] |
| Peru             | Galo-da-serra-andino (ave nacional)      | Rupicola peruvianus     |      | [ 147 ] |
| Polônia          | Águia-rabalva                            | Haliaeetus albicilla    |      | [ 148 ] |
| Porto Rico       | Coquí-comum                              | Eleutherodactylus coqui |      | :732    |
| Porto Rico       | Ciguá-porto-riquenho                     | Spindalis portoricensis |      | :732    |

## Q
| País        | Nome do animal     | Nome científico | Foto | Ref.    |
| ----------- | ------------------ | --------------- | ---- | ------- |
| Quênia      | Leão               | Panthera leo    |      | [ 113 ] |
| Quirguistão | Leopardo-das-neves | Panthera uncia  |      | [ 149 ] |

## R
| País                           | Nome do animal       | Nome científico    | Foto | Ref.    |
| ------------------------------ | -------------------- | ------------------ | ---- | ------- |
| República Centro-Africana      | Elefante-da-savana   | Loxodonta africana |      | :804    |
| República Democrática do Congo | Ocapi                | Okapia johnstoni   |      | [ 150 ] |
| República do Congo             | Elefante-da-floresta | Loxodonta cyclotis |      | :816    |
| República Dominicana           | Tordo-das-palmeiras  | Dulus dominicus    |      | [ 151 ] |
| República Tcheca               | Leão                 | Panthera leo       |      | [ 152 ] |
| Roménia                        | Lince-euroasiático   | Lynx lynx          |      | [ 153 ] |
| Ruanda                         | Leopardo             | Panthera pardus    |      | [ 154 ] |
| Rússia                         | Urso-pardo           | Ursus arctos       |      | [ 155 ] |

## S
| País                     | Nome do animal                                 | Nome científico          | Foto | Ref.                |
| ------------------------ | ---------------------------------------------- | ------------------------ | ---- | ------------------- |
| Saara Ocidental          | Dromedário                                     | Camelus dromedarius      |      | :632                |
| Samoa                    | Manumea                                        | Didunculus strigirostris |      | [ 156 ]             |
| Samoa Americana          | Águia-de-cabeça-branca                         | Haliaeetus leucocephalus |      | :9                  |
| Santa Lúcia              | Papagaio-de-santa-lúcia                        | Amazona versicolor       |      | [ 157 ]             |
| Santo Eustáquio          | Quiriquiri                                     | Falco sparverius         |      | [ 158 ]             |
| São Bartolomeu           | Pelicano-pardo                                 | Pelecanus occidentalis   |      | :739                |
| São Cristóvão e Neves    | Pelicano-pardo                                 | Pelecanus occidentalis   |      | [ 159 ]             |
| São Martinho             | Pelicano-pardo                                 | Pelecanus occidentalis   |      | [ 160 ]             |
| São Martinho             | Pelicano-pardo                                 | Pelecanus occidentalis   |      | [ 161 ]             |
| São Tomé e Príncipe      | Papagaio-cinzento                              | Psittacus erithacus      |      | :897                |
| São Tomé e Príncipe      | Milhafre-preto                                 | Milvus migrans           |      | :897                |
| São Vicente e Granadinas | Papagaio-de-são-vicente                        | Amazona guildingii       |      | [ 162 ]             |
| Seicheles                | Papagaio-preto-das-seicheles                   | Coracopsis barklyi       |      | [ 163 ]             |
| Senegal                  | Leão                                           | Panthera leo             |      | [ 81 ]              |
| Serra Leoa               | Chimpanzé-comum                                | Pan troglodytes          |      | [ 164 ]             |
| Sérvia                   | Lobo-cinzento (animal nacional)                | Canis lupus              |      | [ 81 ]              |
| Sérvia                   | Águia-imperial-oriental (ave nacional)         | Aquila heliaca           |      | :525                |
| Singapura                | Leão                                           | Panthera leo             |      | [ 165 ]             |
| Síria                    | Urso-siríaco (animal nacional)                 | Ursus arctos syriacus    |      | [ 166 ]             |
| Síria                    | Íbis-eremita (ave nacional)                    | Geronticus eremita       |      | [ 167 ]             |
| Somália                  | Leopardo (animal nacional)                     | Panthera pardus          |      | [ 168 ]             |
| Somália                  | Melro-soberbo (ave nacional)                   | Lamprotornis superbus    |      | [carece de fontes?] |
| Somalilândia             | Cudo-maior                                     | Tragelaphus strepsiceros |      | [ 169 ]             |
| Sri Lanka                | Esquilo-gigante-do-sri-lanka (animal nacional) | Ratufa macroura          |      | [ 170 ]             |
| Sri Lanka                | Galo-do-sri-lanka (ave nacional)               | Gallus lafayettii        |      | [ 170 ]             |
| Sri Lanka                | Asa-de-ave-do-sri-lanka (borboleta nacional)   | Troides darsius          |      | [ 170 ]             |
| Sudão                    | Secretário                                     | Sagittarius serpentarius |      | [ 122 ]             |
| Suécia                   | Alce                                           | Alces alces              |      | [ 171 ]             |
| Suriname                 | Bem-te-vizinho-do-brejo                        | Philohydor lictor        |      | [ 172 ]             |

## T
| País              | Nome do animal                             | Nome científico        | Foto | Ref.    |
| ----------------- | ------------------------------------------ | ---------------------- | ---- | ------- |
| Tailândia         | Elefante-asiático                          | Elephas maximus        |      | [ 110 ] |
| Taiwan            | Faisão-mikado                              | Syrmaticus mikado      |      | :169    |
| Tajiquistão       | Leopardo-das-neves                         | Panthera uncia         |      | :173    |
| Tanzânia          | Girafa-masai                               | Giraffa tippelskirchi  |      | [ 173 ] |
| Timor-Leste       | Crocodilo-de-água-salgada                  | Crocodylus porosus     |      | [ 174 ] |
| Togo              | Leão (animal nacional)                     | Panthera leo           |      | :926    |
| Togo              | Açor-africano (ave nacional)               | Accipiter tachiro      |      | :926    |
| Tonga             | Pombo-imperial-do-pacífico                 | Ducula pacifica        |      | :187    |
| Trinidad e Tobago | Guará (representa Trinidad)                | Eudocimus ruber        |      | [ 175 ] |
| Trinidad e Tobago | Aracuã-de-ventre-ruivo (representa Tobago) | Ortalis ruficauda      |      | [ 175 ] |
| Tunísia           | Dromedário                                 | Camelus dromedarius    |      | [ 81 ]  |
| Turcas e Caicos   | Lagosta-espinhosa (animal nacional)        | Palinuridae            |      | :761    |
| Turcas e Caicos   | Flamingo-americano (ave nacional)          | Phoenicopterus ruber   |      | :761    |
| Turcas e Caicos   | Pelicano-pardo (ave nacional)              | Pelecanus occidentalis |      | :761    |
| Turcas e Caicos   | Concha-rainha (molusco nacional)           | Aliger gigas           |      | :761    |
| Turquemenistão    | Akhal-Teke                                 | Equus ferus caballus   |      | [ 176 ] |
| Turquia           | Lobo-cinzento                              | Canis lupus            |      | [ 177 ] |

## U
| País    | Nome do animal        | Nome científico     | Foto | Ref.    |
| ------- | --------------------- | ------------------- | ---- | ------- |
| Uganda  | Grou-coroado-cinzento | Balearica regulorum |      | [ 178 ] |
| Uruguai | Quero-quero           | Vanellus chilensis  |      | [ 81 ]  |

## V
| País      | Nome do animal         | Nome científico | Foto | Ref.    |
| --------- | ---------------------- | --------------- | ---- | ------- |
| Venezuela | Turpial                | Icterus icterus |      | [ 179 ] |
| Vietnã    | Búfalo-d'água-selvagem | Bubalus arnee   |      | [ 180 ] |

## Z
| País     | Nome do animal           | Nome científico     | Foto | Ref.    |
| -------- | ------------------------ | ------------------- | ---- | ------- |
| Zâmbia   | Águia-pesqueira-africana | Icthiophaga vocifer |      | [ 181 ] |
| Zimbabwe | Palanca-negra            | Hippotragus niger   |      | [ 182 ] |

## Não oficiais
Esta lista inclui animais que não foram oficialmente designados, mas são comumente tratados como, animais-símbolo do país ou território.
| País                                      | Nome do animal                | Nome científico                | Foto | Ref.            |
| ----------------------------------------- | ----------------------------- | ------------------------------ | ---- | --------------- |
| Abecásia                                  | Águia-real                    | Aquila chrysaetos              |      | :296            |
| Abecásia                                  | Carneiro                      | Ovis aries                     |      | :296            |
| Açores                                    | Coelho-ibérico                | Oryctolagus cuniculus algirus  |      | :320            |
| Açores                                    | Açor-nortenho                 | Accipiter gentilis             |      | :320            |
| Açores                                    | Truta-marrom                  | Salmo trutta                   |      | :320            |
| Argentina                                 | Onça-parda                    | Puma concolor                  |      | [ 183 ]         |
| Bermudas                                  | Golfinho-roaz                 | Tursiops truncatus             |      | :672            |
| Bermudas                                  | Rabo-de-palha-de-bico-laranja | Phaethon lepturus              |      | :673            |
| Bermudas                                  | Cavala-wahoo                  | Acanthocybium solandri         |      | :673            |
| Brasil                                    | Onça-pintada                  | Panthera onca                  |      | :226            |
| Burundi                                   | Vaca                          | Bos taurus                     |      | :789            |
| Burundi                                   | Andorinha-dáurica             | Cecropis daurica               |      | :789            |
| Cabinda                                   | Leopardo                      | Panthera pardus                |      | :792            |
| Cabo Verde                                | Tubarão-mangona               | Carcharias taurus              |      | :799            |
| Cabo Verde                                | Cagarra                       | Calonectris diomedea           |      | :799            |
| Chade                                     | Cabra-doméstica               | Capra aegagrus hircus          |      | :807            |
| Comores                                   | Celacanto                     | Latimeria chalumnae            |      | :810            |
| Costa do Marfim                           | Elefante-da-savana            | Loxodonta africana             |      | :819            |
| Curaçau                                   | Iguana-verde                  | Iguana iguana                  |      | :691            |
| Djibuti                                   | Gazela-de-sömmerring          | Nanger soemmerringii           |      | :822            |
| Escócia                                   | Águia-real                    | Aquila chrysaetos              |      | [ 184 ]         |
| Galiza                                    | Lobo-eurasiático              | Canis lupus lupus              |      | :401            |
| Galiza                                    | Gaivota-de-patas-amarelas     | Larus michahellis              |      | :401            |
| Geórgia                                   | Lobo-eurasiático              | Canis lupus lupus              |      | [ 185 ]         |
| Geórgia                                   | Leopardo-das-neves            | Panthera uncia                 |      | :404            |
| Gibraltar                                 | Macaco-de-gibraltar           | Macaca sylvanus                |      | [ 186 ]         |
| Guadalupe                                 | Guaxinim-da-guadalupe         | Procyon lotor minor            |      | :707            |
| Guadalupe                                 | Curruíra-da-guadalupe         | Thryomanes bewickii brevicauda |      | :707            |
| Guam                                      | Búfalo-do-pântano             | Bubalus bubalis kerebau        |      | :54             |
| Guam                                      | Sanã-de-guam                  | Gallirallus owstoni            |      | :54             |
| Guernsey                                  | Cabra dourada de Guernsey     | Capra hircus                   |      | :418            |
| Guernsey                                  | Gado Guernsey                 | Bos taurus                     |      | :418            |
| Guernsey                                  | Congro                        | Conger                         |      | :418            |
| Hungria                                   | Veado-vermelho                | Cervus elaphus                 |      | :422            |
| Ilha Norfolk                              | Periquito-de-norfolk          | Cyanoramphus cookii            |      | [ 187 ]         |
| Ilhas Åland                               | Foca-comum                    | Phoca vitulina                 |      | :299            |
| Ilhas Cook                                | Golfinho-roaz                 | Tursiops truncatus             |      | :37             |
| Ilhas Cook                                | Cirurgião-azul-escuro         | Acanthurus nigricans           |      | :38             |
| Ilhas Malvinas                            | Leão-marinho-da-patagônia     | Otaria flavescens              |      | :248            |
| Ilhas Malvinas                            | Pinguim-saltador-da-rocha     | Eudyptes chrysocome            |      | :248            |
| Ilhas Malvinas                            | Orca                          | Orcinus orca                   |      | :248            |
| Irão                                      | Guepardo-iraniano             | Acinonyx jubatus venaticus     |      | [ 188 ] [ 189 ] |
| Irlanda                                   | Lebre-da-eurásia              | Lepus timidus                  |      | [ 190 ]         |
| Irlanda                                   | Abibe-comum                   | Vanellus vanellus              |      | [ 191 ]         |
| Irlanda                                   | Setter irlandês               | Canis lupus familiaris         |      | :429            |
| Irlanda                                   | Lebrel irlandês               | Canis lupus familiaris         |      | :429            |
| Irlanda                                   | Alce-irlandês                 | Megaloceros giganteus          |      | :429            |
| Itália                                    | Lobo-italiano                 | Canis lupus italicus           |      | :436            |
| Jersey                                    | Gado Jersey                   | Bos taurus                     |      | :440            |
| Jersey                                    | Robalo                        | Dicentrarchus labrax           |      | :441            |
| Lapônia                                   | Escrevedeira-da-lapónia       | Calcarius lapponicus           |      | :512            |
| Lapônia                                   | Peixe-branco-europeu          | Coregonus albula               |      | :512            |
| Lesoto                                    | Barbo-de-boca-pequena         | Labeobarbus aeneus             |      | :854            |
| Libéria                                   | Mangusto-da-libéria           | Liberiictis kuhni              |      | :857            |
| Macedônia do Norte                        | Leão                          | Panthera leo                   |      | [ 192 ]         |
| Madeira                                   | Pombo-da-madeira              | Columba trocaz                 |      | :463            |
| Madeira                                   | Zagarra                       | Balistes capriscus             |      | :463            |
| Martinica                                 | Beija-flor-caribenho-roxo     | Eulampis jugularis             |      | :716            |
| Moçambique                                | Mamba                         | Dendroaspis                    |      | :874            |
| Moçambique                                | Camarão-tigre-gigante         | Penaeus monodon                |      | :874            |
| Níger                                     | Palanca-vermelha              | Hippotragus equinus            |      | :882            |
| País de Gales                             | Milhafre-real                 | Milvus milvus                  |      | [ 184 ]         |
| Países Baixos Caribenhos                  | Periquito-de-bochecha-parda   | Aratinga pertinax              |      | :726            |
| Países Baixos Caribenhos                  | Flamingo-americano            | Phoenicopterus ruber           |      | :726            |
| Polinésia Francesa                        | Tartaruga-verde               | Chelonia mydas                 |      | [ 193 ]         |
| Polônia                                   | Bisonte-europeu               | Bison bonasus                  |      | [ 194 ]         |
| Polônia                                   | Cegonha-branca                | Ciconia ciconia                |      | [ 195 ]         |
| Porto Rico                                | Suiriri-cinza                 | Tyrannus dominicensis          |      | [ 196 ]         |
| Porto Rico                                | Pica-pau-porto-riquenho       | Melanerpes portoricensis       |      | [ 196 ]         |
| Portugal                                  | Lobo-ibérico                  | Canis lupus signatus           |      | [ 81 ]          |
| Portugal                                  | Bacalhau-do-atlântico         | Gadus morhua                   |      | :498            |
| Reino Unido                               | Leão                          | Panthera leo                   |      | [ 197 ]         |
| Reino Unido                               | Buldogue                      | Canis lupus familiaris         |      | [ 197 ]         |
| República do Congo                        | Leão                          | Panthera leo                   |      | :816            |
| República do Congo                        | Garajau-real                  | Thalasseus maximus             |      | :816            |
| Reunião                                   | Rabo-de-palha-de-bico-laranja | Phaethon lepturus              |      | [ 198 ]         |
| Romênia                                   | Pelicano-branco               | Pelecanus onocrotalus          |      | [ 199 ]         |
| Samoa Americana                           | Raposa-voadora-de-samoa       | Pteropus samoensis             |      | :9              |
| Santa Helena, Ascensão e Tristão da Cunha | Batuíra-de-santa-helena       | Anarhynchus sanctaehelenae     |      | [ 200 ]         |
| São Bartolomeu                            | Escorpião-de-são-bartolomeu   | Oiclus questeli                |      | :739            |
| Sardenha                                  | Veado-vermelho-da-sardenha    | Cervus elaphus corsicanus      |      | :516            |
| Sardenha                                  | Águia-real                    | Aquila chrysaetos              |      | :516            |
| Suécia                                    | Melro-preto                   | Turdus merula                  |      | [ 201 ]         |
| Suíça                                     | Vaca                          | Bos taurus                     |      | [ 81 ]          |
| Suíça                                     | São-bernardo                  | Canis lupus familiaris         |      | [ 81 ]          |
| Suíça                                     | Camurça                       | Rupicapra rupicapra            |      | :545            |
| Suíça                                     | Borrelho-pequeno-de-coleira   | Charadrius dubius              |      | :545            |
| Suíça                                     | Salamandra-dos-alpes          | Salamandra atra                |      | :545            |
| Taiwan                                    | Macaco-de-taiwan              | Macaca cyclopis                |      | :169            |
| Taiwan                                    | Grou-da-manchúria             | Grus japonensis                |      | :169            |
| Tonga                                     | Peixe-papagaio-tricolor       | Scarus tricolor                |      | :187            |
| Turquestão Oriental                       | Camelo-bactriano-selvagem     | Camelus ferus                  |      | :44             |
| Turquestão Oriental                       | Águia-de-asa-redonda          | Buteo buteo                    |      | :44             |
| Tuvalu                                    | Borboleta-de-nariz-comprido   | Forcipiger flavissimus         |      | :196            |
| Ucrânia                                   | Rouxinou-oriental             | Luscinia luscinia              |      | [ 202 ]         |
| Ucrânia                                   | Cegonha-branca                | Ciconia ciconia                |      | [ 202 ]         |
| Uzbequistão                               | Caracul                       | Ovis aries                     |      | :198            |
| Vanuatu                                   | Porco                         | Sus domesticus                 |      | :202            |
| Wallis e Futuna                           | Golfinho-rotador              | Stenella longirostris          |      | :207            |
| Wallis e Futuna                           | Fragata                       | Fregata magnificens            |      | :208            |
| Zanzibar                                  | Leopardo-de-zanzibar          | Panthera pardus pardus         |      | :935            |